# Música de Burundi

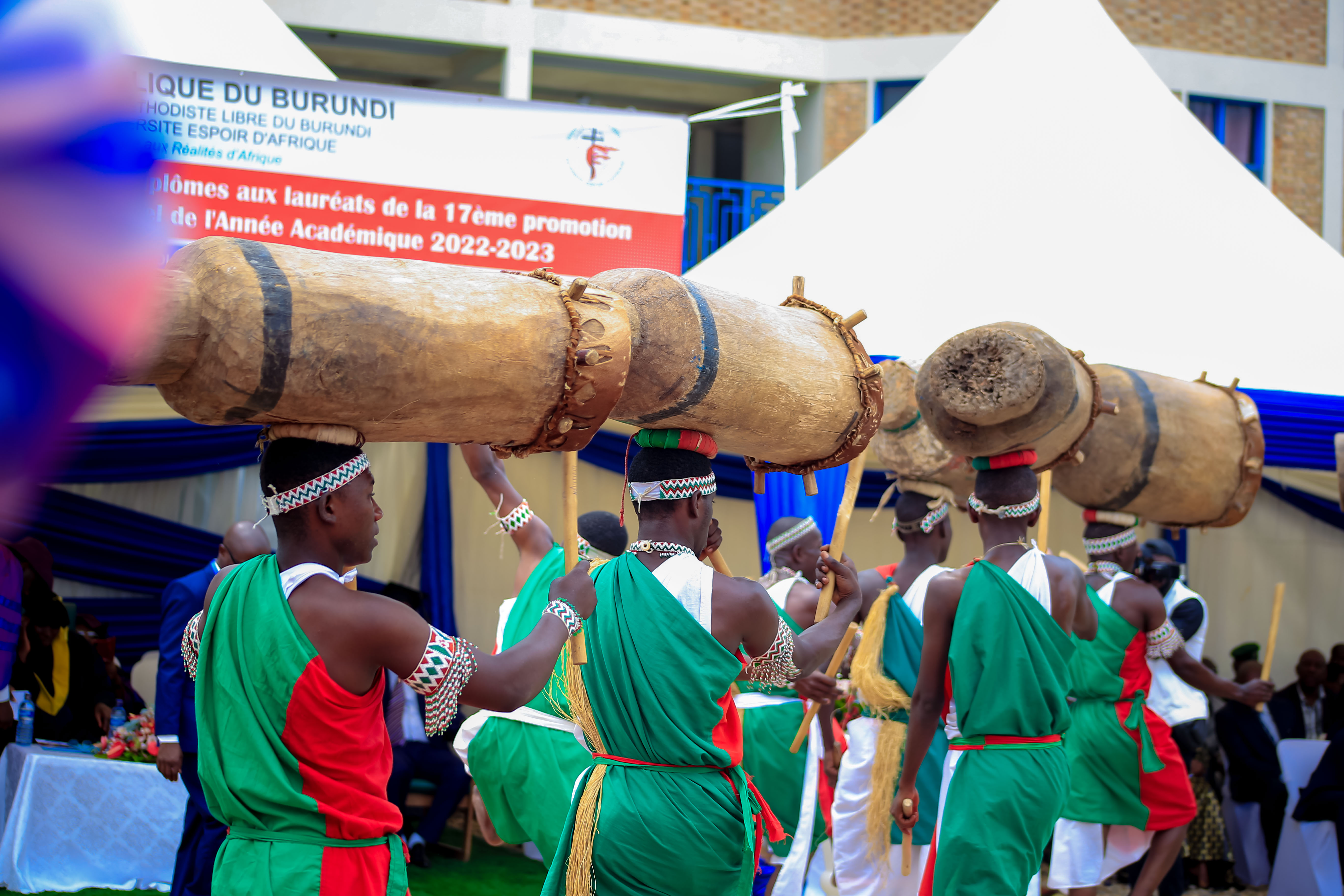
Tambores de Burundi

Burundi es un país centroafricano que está estrechamente enlazado con Ruanda geográfica, histórica y culturalmente.
Los músicos de Burundi y Bélgica, como Éric Baranyanka de la familia real burundesa, Ciza Muhirwa y, especialmente, Khadja Nin, se han hecho más conocidos últimamente. Su música revela los sentimientos y pensamientos del pueblo de Burundi.